# Adiscofiorinia
Adiscofiorinia är ett släkte av insekter. Adiscofiorinia ingår i familjen pansarsköldlöss.
Kladogram enligt Catalogue of Life:
| Adiscofiorinia | \| \| Adiscofiorinia atalantiae \| \| \| \| \| \| Adiscofiorinia pygosema \| \| \| \| \| \| Adiscofiorinia secreta \| \| \| \| |
|                | \| \| Adiscofiorinia atalantiae \| \| \| \| \| \| Adiscofiorinia pygosema \| \| \| \| \| \| Adiscofiorinia secreta \| \| \| \| |
|                | Adiscofiorinia atalantiae |
|                | |
|                | Adiscofiorinia pygosema |
|                | |
|                | Adiscofiorinia secreta |
|                | |